# Двусторонний гарпун

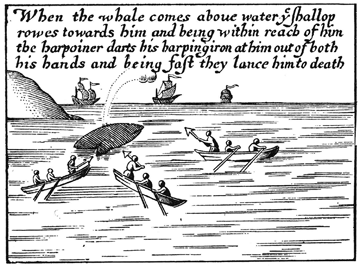
Гравюра, изображающая двусторонний гарпуна при охоте на китов

Двусторонний гарпун или двустороннее лезвие — более старая разновидность обыкновенного гарпуна (в отличие от более современного одностороннего гарпуна). Использовался в китобойном промысле, по крайней мере, тысячу лет. Появляется в изображениях, датируемых началом XIV в.
В начале XIX в. был создан односторонний гарпун. Удаление половины лезвия (в продольном отношении) значительно сократило вероятность того, что гарпун разрежет плоть кита при вытаскивании, и кит сорвется.

## Внешние ссылки
- История двусторонних лезвий